# Niederbergische Höhenterrassen
Mit Niederbergische Höhenterrassen wird eine naturräumliche Einheit (Ordnungsnummer 3371.0) der Über-Haupteinheit Bergisch-Sauerländisches Unterland (Ordnungsnummer 337) bezeichnet.
Es umfasst die Teile des Niederbergischen Lands zwischen Haan im Süden und dem Ruhrtal (Ordnungsnummer 3371.2) im Norden. Im Osten steigen die Höhenterrassen zum Bergisch-Märkischen Hügelland (Ordnungsnummer 3371.1) an, im Westen gehen sie in die Haupteinheit Bergische Heideterrasse (Ordnungsnummer 550) über. Die bekannteste Landschaft im Naturraum ist das Neandertal.
Zu den Städten und Gemeinden mit Anteil an den Höhenterrassen zählen Ratingen (Stadtteile Breitscheid, Hösel, Eggerscheidt, Homberg und Schwarzbach), Mülheim an der Ruhr (Stadtteil Saarn), Heiligenhaus, Velbert (westlicher Rand), Wülfrath (westlicher Rand), Mettmann, Düsseldorf (Stadtteile Gerresheim, Ludenberg, Hubbelrath und Rath), Teile von Erkrath (ohne Stadtkern) und Haan-Gruiten (ohne Gruiten-Dorf).
Die Niederbergischen Höhenterrassen bestehen aus altdiluvialen Hochtalböden des Rheins am Westrand des Rheinischen Schiefergebirges. Im Westen dachen die Terrassen in westliche Richtung ab. Im Osten dagegen ist das hügelige Gelände stark zertalt und besteht aus gefalteten karbonischen oder devonischen Gesteinen. Im Südosten finden sich mit 300 m die größten Höhen, die tiefsten Niederungen liegen auf 100 m im Nordwesten. Durch diesen Höhengradienten entsteht eine starke Stauwirkung maritimer Luftmassen, die zu hohen Jahresniederschlagsmengen insbesondere im Wuppertal und Schwelm zwischen 800 und 1100 mm führen. Das Maximum der Niederschläge liegt im Westen des Naturraums im Sommer, im Osten sind zweigipfelige Maxima im Juli und Dezember messbar.

## Gliederung
Die Niederbergischen Höhenterrassen sind in untergeordneten Naturräumen gegliedert.
- 3371.0 Niederbergische Höhenterrassen

- 3371.00 Mettmanner Lößterrassen
- 3371.01 Heiligenhauser Terrassen
- 3371.03 Selbecker Terrassenland